# Distretto di Suruç
Il distretto di Suruç (in turco Suruç ilçesi) è uno dei distretti della provincia di Şanlıurfa, in Turchia.